# Leuchte

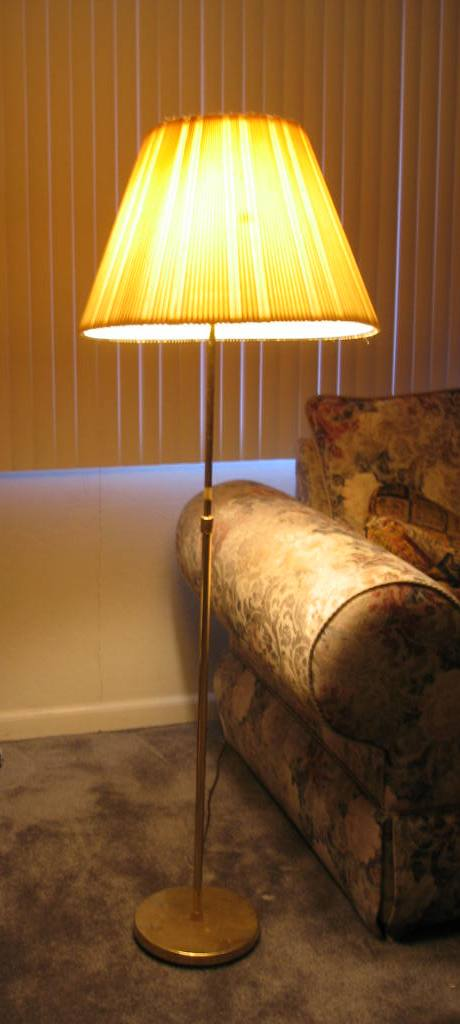
Stehleuchte

Als Leuchte, fachsprachlich gelegentlich auch Luminaire (französisch für ‚Leuchte‘), wird eine Vorrichtung bezeichnet, in die ein Leuchtmittel fest eingebaut ist oder eingebaut werden kann und die zur Beleuchtung dient. Im allgemeinen Sprachgebrauch werden Leuchten meist als „Lampen“ bezeichnet, nach DIN 5039 ist die Lampe jedoch das Leuchtmittel, zum Beispiel die Glühlampe oder die Leuchtstofflampe.
Im übertragenen Sinn wird der Begriff auch zur Beschreibung eines klugen Menschen verwendet.

## Eigenschaften
Leuchten gibt es in verschiedenen Bauarten wie Deckenleuchten (als Deckenbogen und Deckenkrone), Wandleuchten (als Balkenleuchte), Tischleuchten (wie Schreibtischleuchten), Standleuchten, Straßenleuchten. Sie können fest installiert oder mobil sein. Sie können elektrisch aus dem Stromnetz, mit Akkumulatoren oder mit Batterien, aber auch mit Gas betrieben werden.
Elektrische Leuchten mit wechselbaren Leuchtmitteln sind neben der Nennspannung für eine maximale elektrische Leistung spezifiziert, um den maximalen Strom und die maximale Erwärmung nicht zu überschreiten. Manche Leuchtmittel sind nicht universell austauschbar (z. B. Gasentladungslampen). Solche Leuchten enthalten in der Regel einen auf das Leuchtmittel abgestimmten Sockel oder die Bauform der Leuchte verhindert den Einbau ungeeigneter Leuchtmittel. Dies betrifft beispielsweise Langfeldleuchten für Leuchtstofflampen, LHGL-Wannen, Straßenleuchten oder Bau- und Stadionbeleuchtungen, allerdings sind verschiedene Leuchtmittel oftmals so gebaut, dass sie in denselben Sockel passen und damit austauschbar sind (z. B. herkömmliche Glühlampen und LEDs oder Kompaktleuchtstofflampen)
Weitere Kenngrößen von Leuchten sind deren Abstrahlcharakteristik (Richtcharakteristik) sowie der minimale Abstand brennbarer Gegenstände. Sowohl bei Glühlampen als auch bei Gasentladungslampen ist manchmal die Betriebslage vorgeschrieben. Weiterhin wird der Leuchtenbetriebswirkungsgrad (englisch Light Output Ratio – LOR) für eine Leuchte angegeben. Dabei handelt es sich um das Verhältnis des von einer Leuchte ausgegebenen Lichtstroms zum Lichtstrom aller Leuchtmittel innerhalb dieser Leuchte. Dieser Wert beschreibt also, welcher Anteil des innerhalb der Leuchte emittierten Lichtes tatsächlich außerhalb genutzt werden kann; typische Werte liegen für konventionelle Leuchten zwischen 50 und 70 %; LED-Strahler erreichen aufgrund der gerichteten Lichtemission Werte über 90 %. Zusätzlich können die Komponenten DLOR (Down Light Output Ratio) und ULOR (Upper Light Output Ratio) angegeben werden. Damit wird die Verteilung des Lichtstroms einer Leuchte im oberen und unteren Halbraum verdeutlicht.
In hochwertigen Leuchten werden Reflektoren (bisweilen in Verbindung mit optischen Linsensystemen) eingesetzt, um das vom Leuchtmittel abgestrahlte Licht möglichst präzise auf die zu beleuchtenden Oberflächen zu lenken und dadurch den Energieverbrauch von Lichtanlagen zu senken. Ebenfalls wichtig ist eine gute Kühlung der Vorschaltgeräte, da dadurch ebenfalls die Leistungsaufnahme verringert und die Lebenserwartung der Vorschaltgeräte deutlich verlängert wird. Auch der Wirkungsgrad von Lampen ist temperaturabhängig, sodass eine Leuchte je nach Bedarf die eingesetzten Lampen kühlen (durch Belüftungsöffnungen) oder warm halten (durch geschlossene Leuchten) sollte.

## Formen und Arten

### Überblick
Je nach Bauart oder Befestigung werden verschiedene Leuchten- bzw. Lampenarten unterschieden: z. B. Wandleuchten oder Deckenleuchten, Deckenfluter, Tischleuchten oder LED-Strips Schreibtisch- oder Nachttischlampen Zudem wird unterschieden nach Leuchten für den Außenbereich und Leuchten für das Innere von Gebäuden. Eine besondere Bedeutung kommt den Kronleuchtern in Schlössern und Kirchen zu.

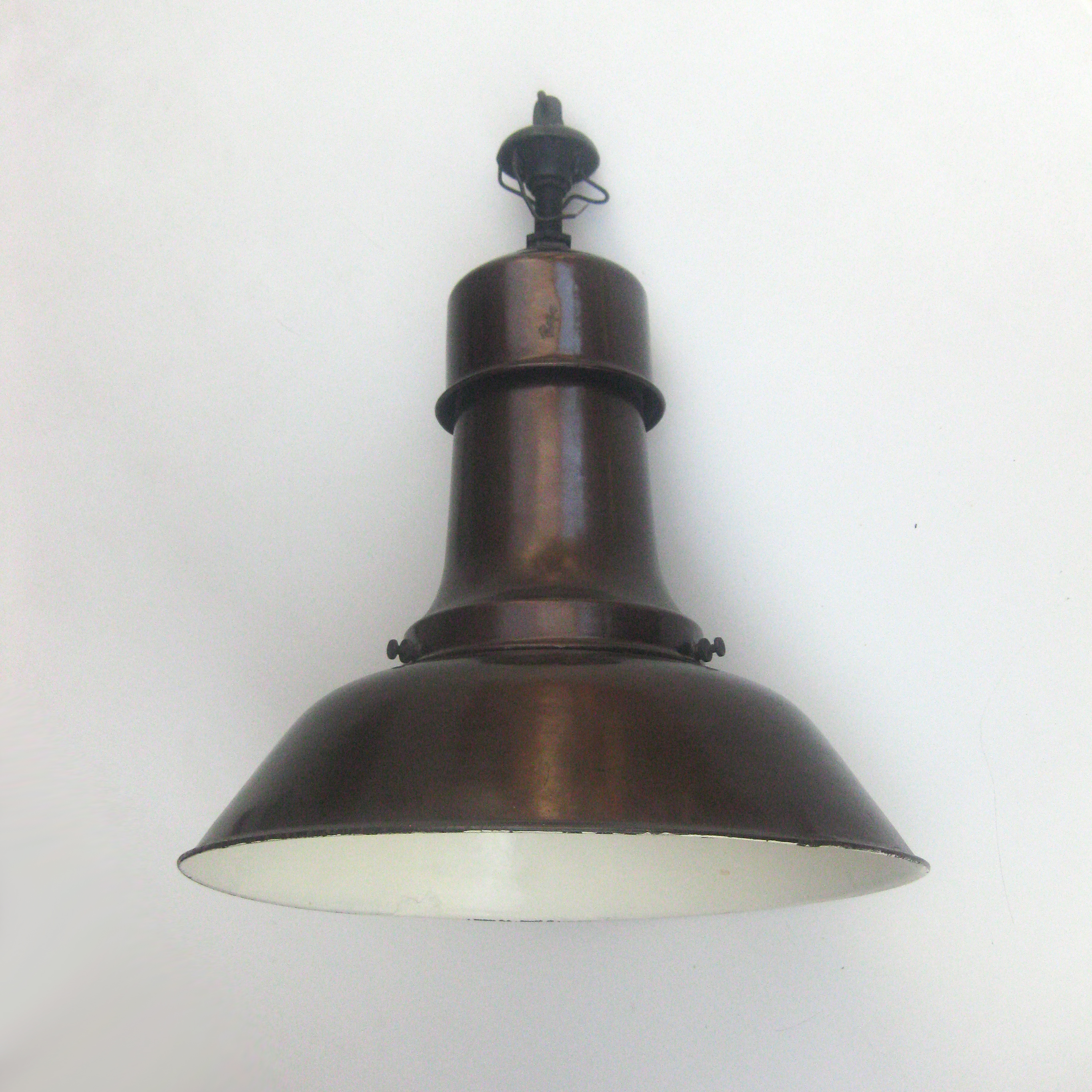
Alte Industrieleuchte, Entwurf: Peter Behrens
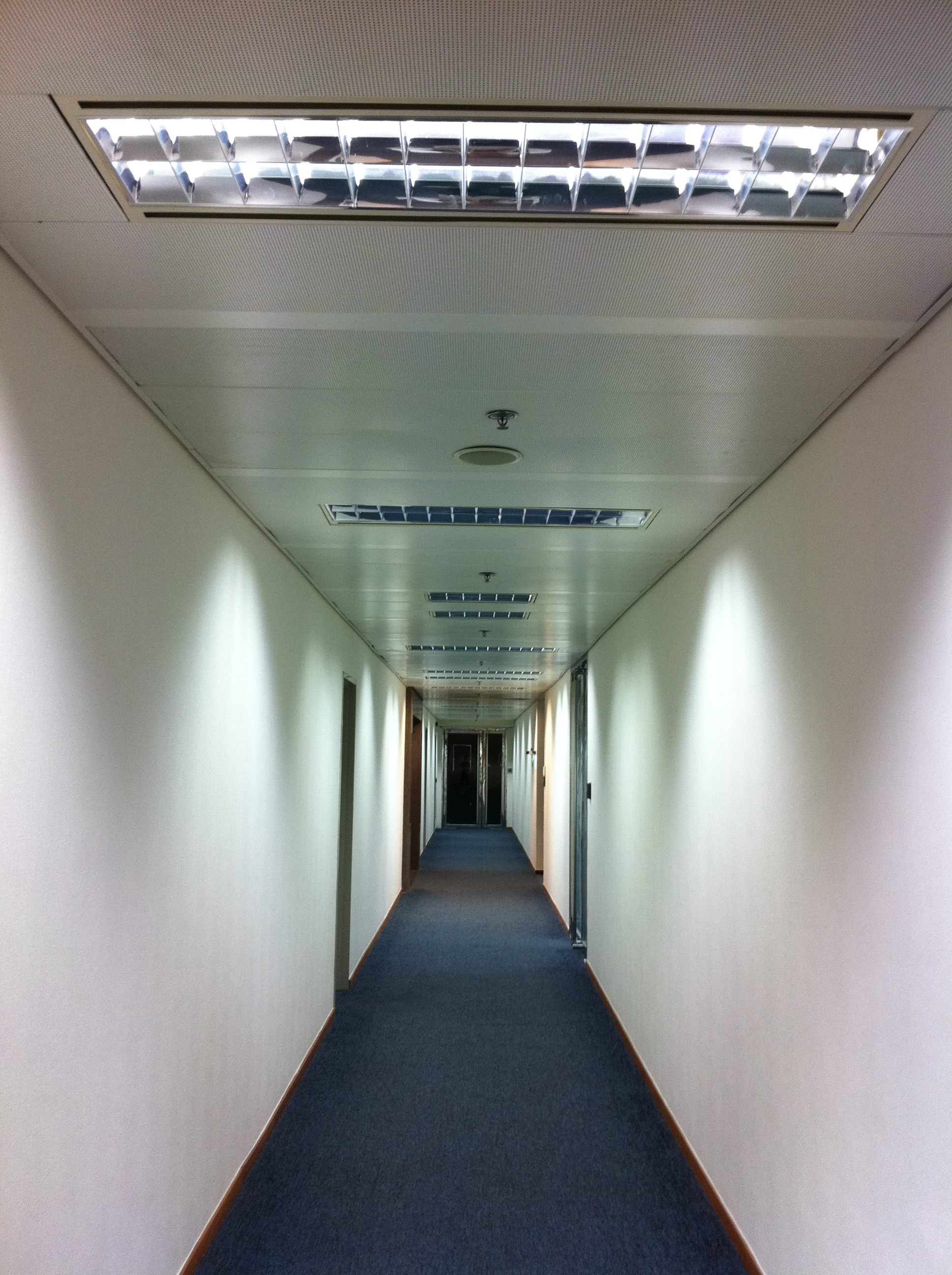
Leuchten mit Reflektoren gegen Blendung
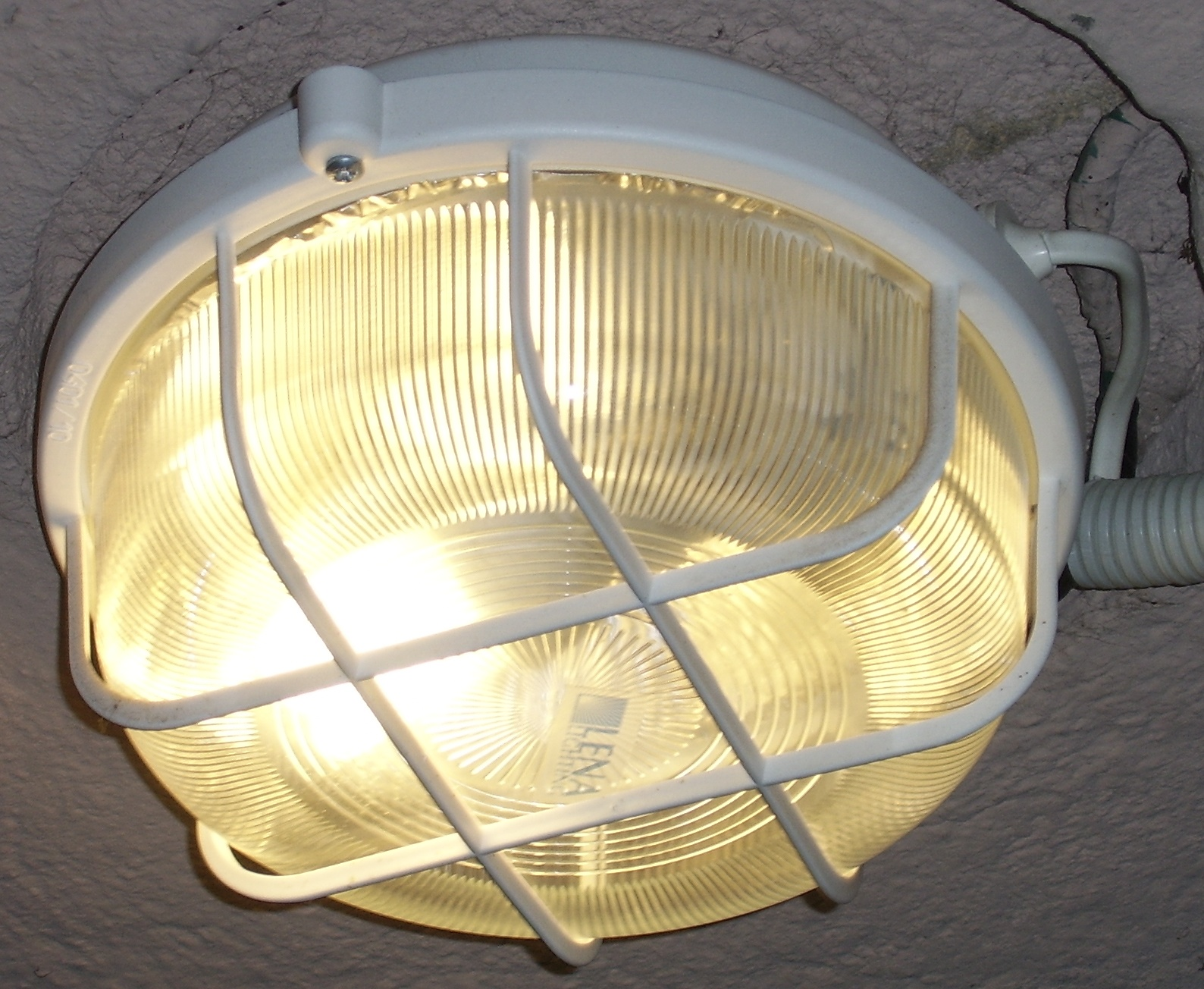
Kellerleuchte
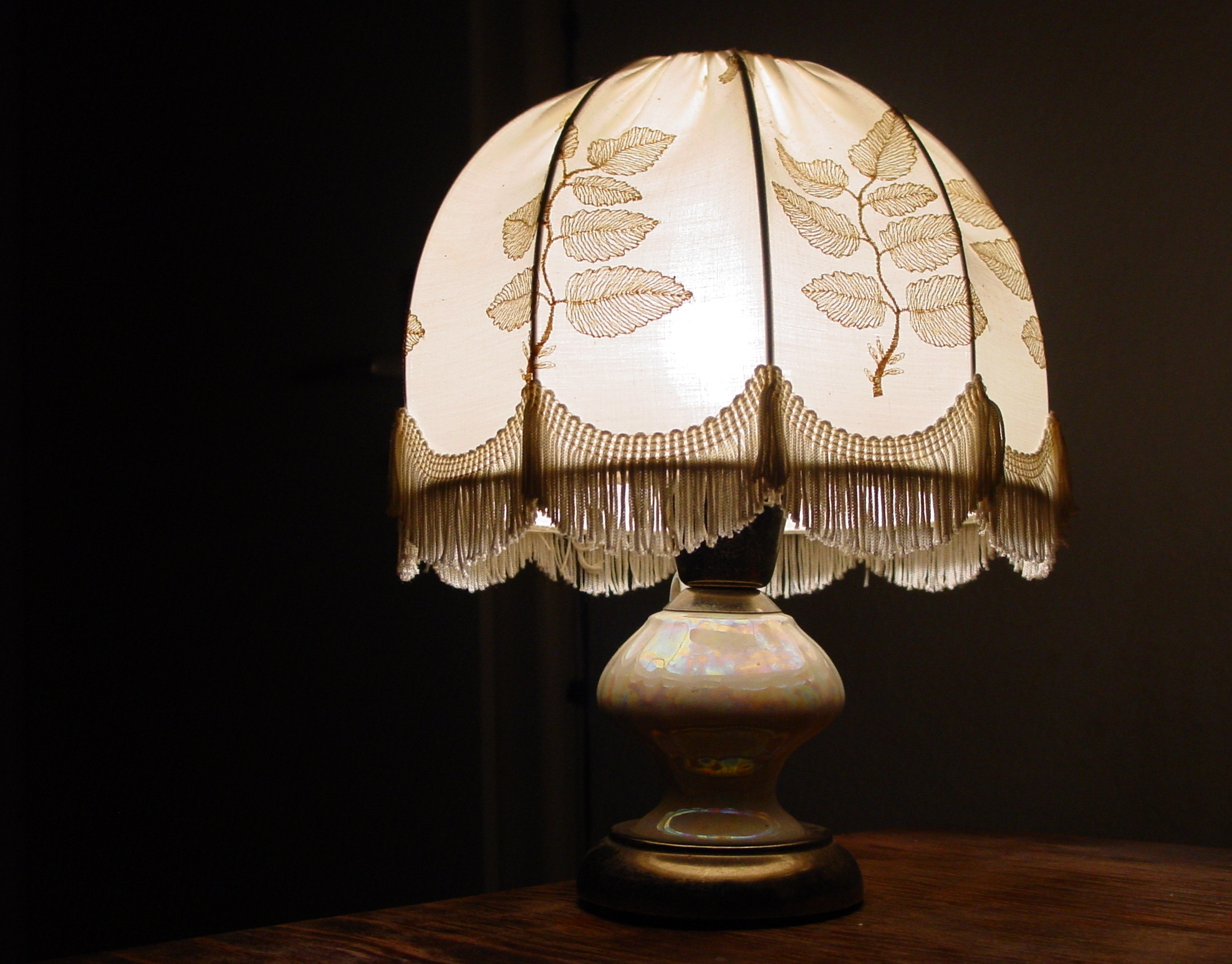
Nachttischleuchte mit Lampenschirm
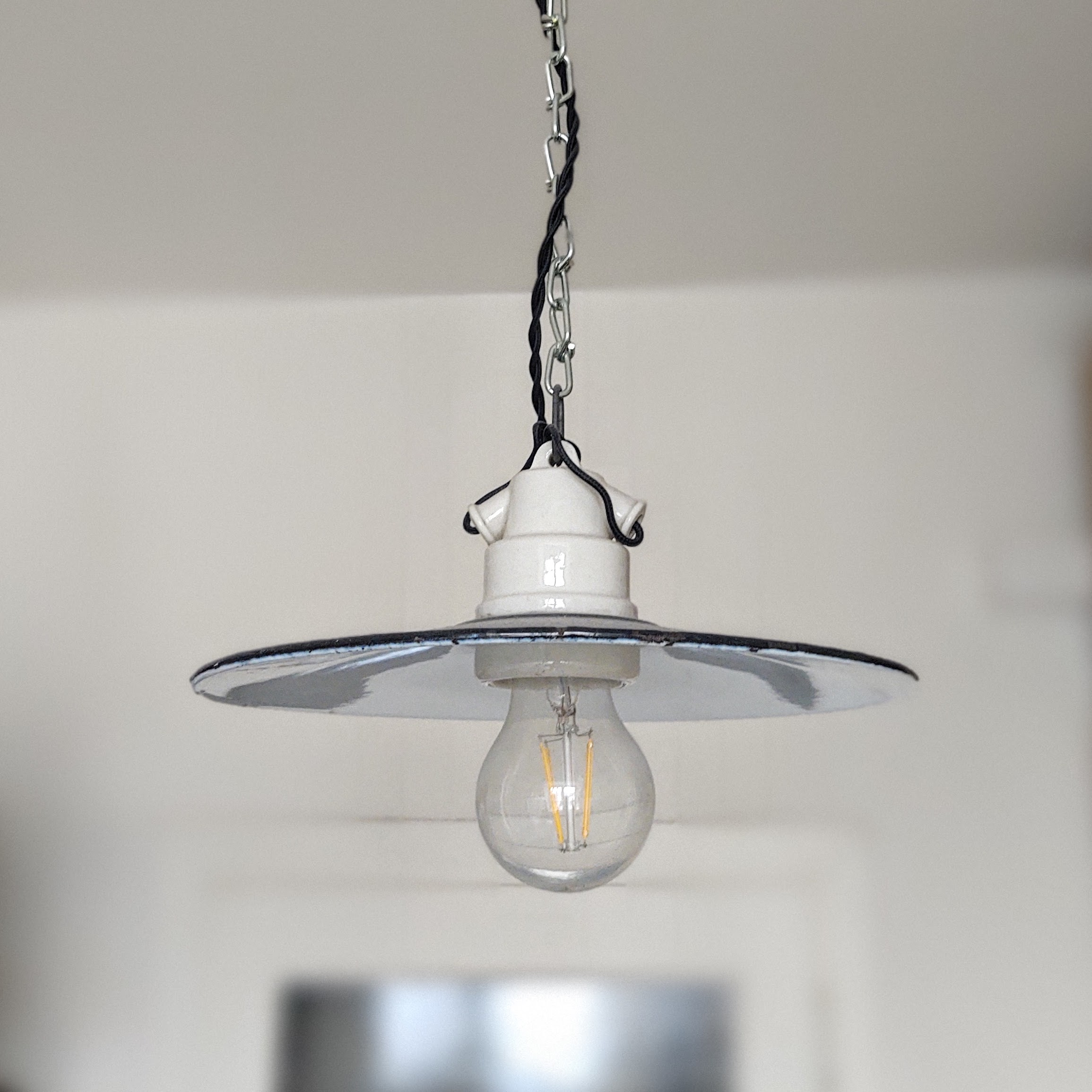
Industrie-Deckenleuchte, emailliert, 1920er Jahre

### Arten von elektrischen Leuchten in der Innenarchitektur (Auswahl)
| Abbildung | Leuchtenart                    | Anmerkungen                                                                    |
| --------- | ------------------------------ | ------------------------------------------------------------------------------ |
|           | Deckenfluter                   |                                                                                |
|           | Deckenleuchte                  |                                                                                |
|           | Deckenstrahler                 |                                                                                |
|           | Einbauleuchte                  | Wird in eine Öffnung in der Decke versenkt                                     |
|           | Kronleuchter                   | Prachtvolle Deckenleuchte mit mehreren Lichtquellen                            |
|           | Pendelleuchte                  |                                                                                |
|           | Stehleuchte                    | (Schweiz: Ständerlampe) als Lampe mit Fuß und Schirm, die auf dem Boden steht. |
|           | Tischleuchte (Tiffany) um 1900 |                                                                                |
|           | Tischleuchte um 1950           |                                                                                |
|           | Wandleuchte                    |                                                                                |

## Weitere spezielle Leuchten
- Applike, ein- oder mehrarmige Wandleuchte für Kerzen
- Armleuchter, mehrarmige Leuchte, ursprünglich ein Kerzenleuchter
- Kabelleuchte, mobile Leuchte für Industrie und Handwerk sowie als Notbeleuchtung
- Moscheeampel, Leuchtenform, die häufig in Moscheen anzutreffen ist
- Lampion, Papierlaterne
- Laterne, Leuchte für Außenbetrieb
- Lavalampe, Einrichtungsgegenstand zur Dekoration
- Lichtsegel, mit Stoff bespannte Leuchte für flächiges Licht
- Linienleuchte
- Radleuchter, Kronleuchter in der Form eines Speichenrades
- Straßenbeleuchtung
- Voutenleuchte
- Solarleuchte, Akkuleuchte, die tagsüber durch Sonnenenergie aufgeladen wird

Für weitere Leuchten siehe Kategorie:Leuchte.